# ليونتينه فون فينترفيلد بلاتن
ليونتينه فون فينترفيلد بلاتن Leontine von Winterfeld-Platen (ولدت في 21 يوليو 1883 في لوبرستورف – وماتت في 24 يوليو 1960 في بينوف) هي كاتبة ومعلمة ألمانية. حظيت رواياتها التي تصنف ضمن الرواية النسائية في ألمانيا شعبية كبيرة في فترة جمهورية فايمار. وما زالت تطبع حتى اليوم. وهي أم زيجيليند فون بلاتن.